# BMW E60

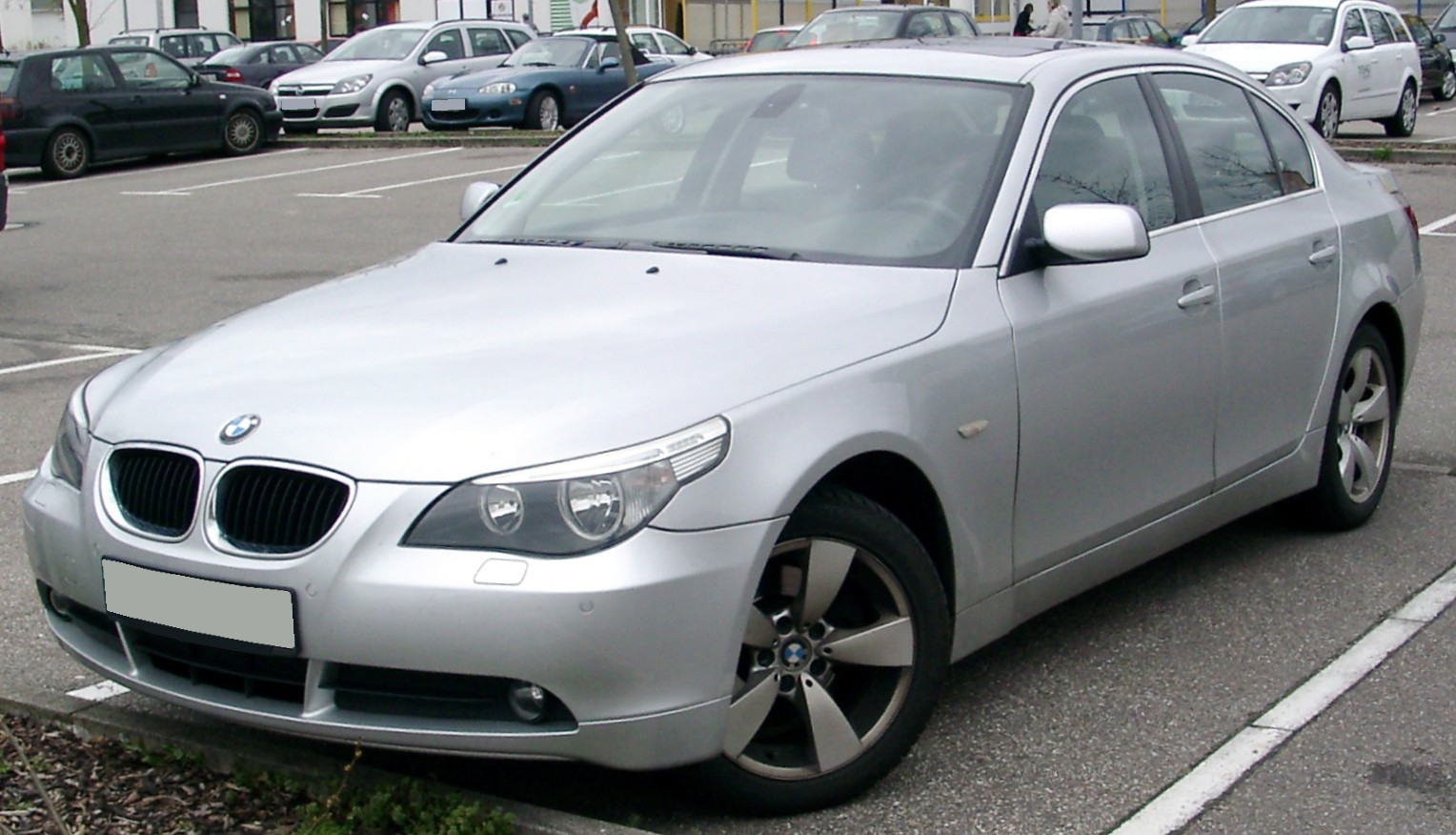
BMW E60

E60 (sedan) och E61 (touring) är BMW:s interna utvecklingsnamn på den femte generationen BMW 5-serie. Modellen ersatte BMW E39 år 2003 och ansiktslyftes 2007.
E60/E61 ersattes under 2010 av F10/F11.

## Motoralternativ
| Modell | Årsmodell | Motor                   | Cylindervolym | Effekt | Vridmoment | Bränslesystem            |
| ------ | --------- | ----------------------- | ------------- | ------ | ---------- | ------------------------ |
| 520i   | 2007-     | 4-cyl radmotor DOHC 16V | 1995 cm³      | 170 hk | 210 Nm     | Direktinsprutning        |
| 520i   | 2003-2005 | 6-cyl radmotor DOHC 24V | 2171 cm³      | 170 hk | 210 Nm     | Bränsleinsprutning       |
| 523i   | 2005-2007 | 6-cyl radmotor DOHC 24V | 2497 cm³      | 177 hk | 230 Nm     | Bränsleinsprutning       |
| 523i   | 2007-     | 6-cyl radmotor DOHC 24V | 2497 cm³      | 190 hk | 235*¹ Nm   | Direktinsprutning        |
| 525i   | 2003-2005 | 6-cyl radmotor DOHC 24V | 2494 cm³      | 192 hk | 245 Nm     | Bränsleinsprutning       |
| 525i   | 2005-2007 | 6-cyl radmotor DOHC 24V | 2497 cm³      | 218 hk | 250 Nm     | Bränsleinsprutning       |
| 525i   | 2007-     | 6-cyl radmotor DOHC 24V | 2996 cm³      | 218 hk | 270 Nm     | Direktinsprutning        |
| 530i   | 2003-2005 | 6-cyl radmotor DOHC 24V | 2979 cm³      | 231 hk | 300 Nm     | Bränsleinsprutning       |
| 530i   | 2005-2007 | 6-cyl radmotor DOHC 24V | 2996 cm³      | 258 hk | 300 Nm     | Bränsleinsprutning       |
| 530i   | 2007-     | 6-cyl radmotor DOHC 24V | 2996 cm³      | 272 hk | 320 Nm     | Direktinsprutning        |
| 535i*² | 2007-     | 6-cyl radmotor DOHC 24V | 2979 cm³      | 306 hk | 400 Nm     | Direktinsprutning, turbo |
| 540i   | 2005-     | V8-motor DOHC 32V       | 4000 cm³      | 306 hk | 390 Nm     | Direktinsprutning        |
| 545i   | 2003-2005 | V8-motor DOHC 32V       | 4398 cm³      | 333 hk | 450 Nm     | Bränsleinsprutning       |
| 550i   | 2005-     | V8-motor DOHC 32V       | 4799 cm³      | 367 hk | 490 Nm     | Direktinsprutning        |
| M5     | 2005-     | V10-motor DOHC 40V      | 4999 cm³      | 507 hk | 520 Nm     | Direktinsprutning        |
| 520d   | 2005-2007 | 4-cyl radmotor DOHC 16V | 1995 cm³      | 163 hk | 340 Nm     | Turbodiesel              |
| 520d   | 2007-     | 4-cyl radmotor DOHC 16V | 1995 cm³      | 177 hk | 350 Nm     | Turbodiesel              |
| 525d   | 2003-2007 | 6-cyl radmotor DOHC 24V | 2497 cm³      | 177 hk | 400 Nm     | Turbodiesel              |
| 525d   | 2007-     | 6-cyl radmotor DOHC 24V | 2993 cm³      | 197 hk | 400 Nm     | Turbodiesel              |
| 530d   | 2003-2005 | 6-cyl radmotor DOHC 24V | 2993 cm³      | 218 hk | 500 Nm     | Turbodiesel              |
| 530d   | 2005-2007 | 6-cyl radmotor DOHC 24V | 2993 cm³      | 231 hk | 500 Nm     | Turbodiesel              |
| 530d   | 2007-     | 6-cyl radmotor DOHC 24V | 2993 cm³      | 235 hk | 500 Nm     | Turbodiesel              |
| 535d   | 2004-2007 | 6-cyl radmotor DOHC 24V | 2993 cm³      | 272 hk | 560 Nm     | Turbodiesel              |
| 535d   | 2007-     | 6-cyl radmotor DOHC 24V | 2993 cm³      | 286 hk | 580 Nm     | Turbodiesel              |

## Vanliga problem med BMW E60
BMW E60 är rymlig, bekväm, lyxig och pålitlig. Eftersom den här modellen innehöll flera nya teknologier stötte det på ett antal problem. Som ett resultat var den mindre pålitlig och dyrare att underhålla.
Styrarmsfel, bromskraftsförstärkarfel, läckande absorbenter, trasiga säten, transmissionsproblem, bränslerelaterade problem och felaktiga slipringar är vanliga problem med BMW E60 5-serien.
Bränslerelaterade problem
Bränsleproblem är ett vanligt problem med BMW E60. Detta är ett vanligt problem med BMW 535i. En felaktig termostat och bränslepumpar är skyldiga till problemet. När dessa delar slits ut eller skadas orsakar de effektförlust, minskad bränsleprestanda, gnälljud, kylvätskeläckage och problem med värmaren.
Styrarmen är defekt.
När BMW E60 når cirka 40 000 km kan man märka problem med att styrarmen eller bussningarna går sönder. Det kan leda till lös styrning, vilket kan leda till allvarliga fjädringsproblem.
Överföringsproblem
Växellådsproblem är vanliga på de flesta BMW E60, men de är särskilt allvarliga på BMW E60 5-serie 530d. Denna modells automatiska ZF-växellåda utvecklar problem när transmissionsdelarna slits ut. Eftersom majoriteten av delarna är gjorda av plast, slits de mycket snabbare.
Otillräcklig bromsförstärkare
Flera förare har rapporterat detta problem. Bromsförstärkarens felfunktion gjorde det svårt att trycka ner bromsarna. Problemet har kopplats till en defekt slang som läcker olja in i bromsförstärkaren. Vissa BMW E60-modeller har därför återkallats.
Läckande spjäll
Läckande absorbenter är ett annat vanligt problem hos BMW E60. Dessa delar tenderar att slitas ut snabbare eftersom de utsätts för smuts och damm. Främre absorbenter slits ut snabbare än bakre absorbenter.
- ¹ Från september 2007 240 Nm.
- ² Endast för USA.